# Tramutazione dell'acqua in vino

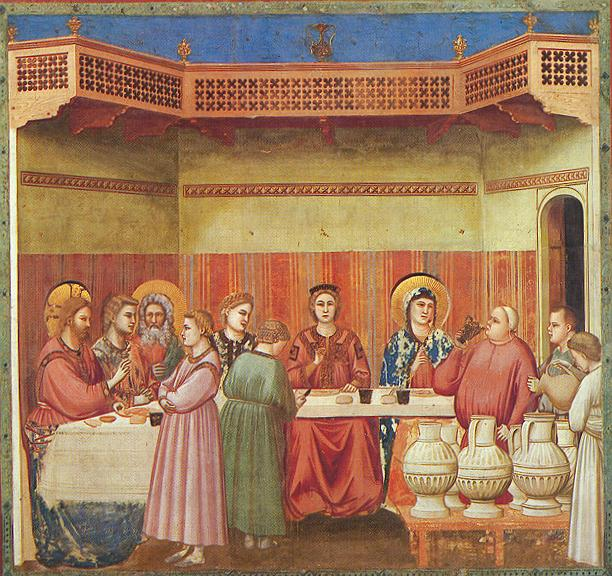
Le Nozze di Cana, affresco di Giotto nella Cappella degli Scrovegni di Padova.

La tramutazione dell'acqua in vino, conosciuta anche come miracolo delle nozze di Cana, è il primo miracolo di Gesù, compiuto durante un matrimonio a Cana di Galilea. L'episodio è descritto nel Vangelo secondo Giovanni (2,1-11).

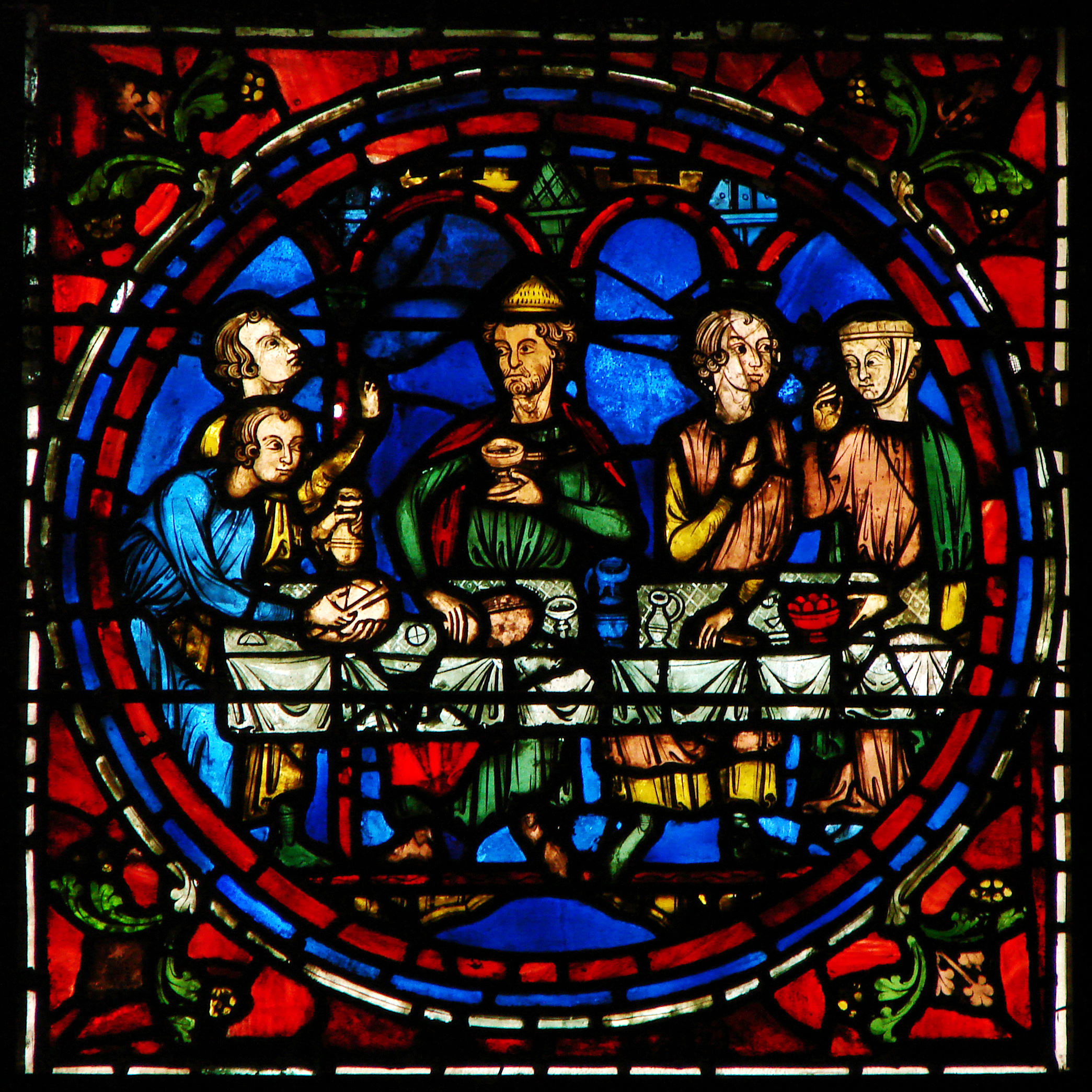
Le nozze di Cana, riquadro centrale di una vetrata del XIII secolo, nota come Notre-Dame de la Belle Verrière, nella cattedrale di Chartres.

## Interpretazione
Questi passi hanno avuto una grande importanza nello sviluppo della dottrina cristiana. Alcuni teologi hanno ad esempio messo in risalto che Gesù, prendendo parte allo sposalizio e usando in questo contesto il suo potere divino, ha istituito il Sacramento del matrimonio compiuto con la Grazia di Dio e le celebrazioni terrene.
Inoltre assume grande rilevanza, in questa pagina del Vangelo di Giovanni, il ruolo mediatore di Maria per ottenere dal Cristo la grazia del miracolo. Ella viene anche presentata come prima Benefattrice dell'umanità. D'altra parte le parole "e c'era la Madre di Gesù" pongono l'accento sul fatto che Maria è presente allo sposalizio, con cui ha inizio lo sponsale dell'umanità con la grazia. Importante anche in questo passo l'insegnamento di Maria all'ubbidienza, "fate ciò che Egli (Gesù) vi dirà ". Ciò segna il suo ruolo di Mediatrice di salvezza nel primo dei sei miracoli della narrazione giovannea.
In Luca 5,38, Gesù, riferendosi al Vangelo, ribadisce che "Il vino nuovo bisogna versarlo in otri nuovi", passo che è in relazione al miracolo sopracitato; solo uno spirito rinnovato può accogliere la Buona Novella del Vangelo.
Le idrie di pietra per la purificazione dei Giudei rappresentano solo la purificazione della parte materiale. Gesù ordina di riempire di acqua le idrie, e l'acqua si muta in vino eletto, tant'è che il maestro di tavola dice "tu invece hai tenuto il vino buono fino ad ora", metafora dell'Ultima cena dove l'acqua non viene mutata in vino, ma il vino in Sangue preziosissimo dell'Agnello.
Nel testo si parla del miracolo come del "primo dei segni": alcuni studiosi hanno per questo suggerito che il testo potesse essere presente in una fonte ancora più antica, l'ipotetico Vangelo dei segni, utilizzata dall'evangelista..

### Israele, nell'Antico Testamento sposa del Signore
Non di rado, Israele viene raffigurato nella Bibbia come una "donna" che si rapporta allo Sposo che è il Signore. Israele attendeva il Messia, il suo salvatore nella storia terrena, come una festa di nozze nella quale i suoi beni sarebbero stati donati in abbondanza (Isaia 62,1-5). Nelle parole rivolte ai servitori ("Qualsiasi cosa vi dica, fatela") c'è il richiamo alla professione di fede con cui Israele si era impegnato a concludere l'alleanza col Signore sul monte Sinai: "Quanto il Signore ha detto, noi lo faremo" (Es19,8 Es19,8 e Esodo 24,3-7).
Il brano di Giovanni menziona una sola volta lo sposo e mai la sposa: lo Sposo è Gesù.

### La Nuova Alleanza
L'acqua delle anfore serviva per la purificazione rituale dei Giudei, prescritta dalla legge mosaica (mikveh), mentre il vino era il principale dei beni messianici (Amos 9,13-14, Gio 2,23). Il vino è migliore (verso 10) ed abbondante ("contenenti ciascuna da 80 a 120 litri").
La trasformazione dell'acqua in vino è il simbolo del passaggio dalla legge mosaica alla Nuova Alleanza di Gesù, i cui doni sono migliori e più abbondanti della legge antica.

### Ruolo della Vergine Maria
Maria ordina l'obbedienza ai nuovi servitori della Nuova Alleanza ed è chiamata da Gesù con l'appellativo di "Donna", insolito modo per un figlio di rivolgersi alla propria Madre: come Israele nell'Antico Testamento era la sposa del Signore, ancora una donna personifica il nuovo popolo di Dio nel momento in cui il Signore lo lega a sé nella Nuova Alleanza. Maria è la prima discepola e la Madre della Chiesa, Sposa dell'Agnello.

## Tradizione successiva
Il miracolo alle nozze di Cana viene ricordato, soprattutto nella tradizione orientale, in occasione dell'Epifania, come terza manifestazione di Gesù dopo l'adorazione dei Magi e il Battesimo di Gesù.
A Cana è ambientato anche il racconto medievale Coena Cypriani, che riprende stravolgendola la storia biblica delle nozze.
Nella devozione cattolica più recente, è il secondo dei cinque misteri luminosi del rosario. I tre giorni di preparazione al banchetto di Cana, possono essere inoltre paragonati metaforicamente ai tre anni di predicazione di Gesù prima dell'istituzione dell'Eucaristia, quinto mistero luminoso.

## Opere d'arte
Sono stati prodotti decine di affreschi e tele sulle nozze di Cana. I principali sono stati realizzati da Jacopo Torriti, Giotto, il Maestro della Cappella di San Nicola, Andrea Boscoli, Hieronymus Bosch, Alessandro Allori, Paolo Veronese, Pietro Paolo Vasta e Luca Giordano.